# 薬王寺温泉
薬王寺温泉（やくおうじおんせん）は、福岡県古賀市（旧国筑前国）薬王寺にある温泉。

## 泉質
- 放射能泉
  - 源泉温度25℃

## 温泉街
古賀市南東部の犬鳴山地の麓の山間部に位置しており、以下の入浴施設がある。
- 偕楽荘 - 公衆浴場。天然水に漢方生薬を8種類混合した漢方薬湯のほか、ジェットバス、スチームサウナがある。
- 快生館 - シェアオフィスやコワーキングスペース、サテライトオフィスなどを備えたインキュベーション施設。施設利用者のみ利用可能な入浴施設「鹿の湯」がある。もとは1925年4月の開業から100年近い歴史を持つ温泉旅館であったが、新型コロナ感染拡大の影響で宿泊客が激減し、2020年5月に事実上の閉館となった後、2021年10月に、国の「新型コロナウイルス感染症対応地方創生臨時交付金」を活用してリノベーションしリニューアルオープンした。
- 家族の湯 山の音 - 時間制貸切で大人4人まで利用可能な入浴施設。
- 鬼王荘 - 温泉街の奥にある温泉旅館。

近隣には農業用ため池「河内池」の周辺を公園として整備した薬王寺水辺公園や、自然植物園「興山園」がある。歓楽街はない。

## 歴史
弘法大師の薬湯があったという伝説が古くから存在した。1918年に、ボーリングを実施して温泉が発見された。
その効能から、戦前は満州からも湯治客が来たという。

## ギャラリー

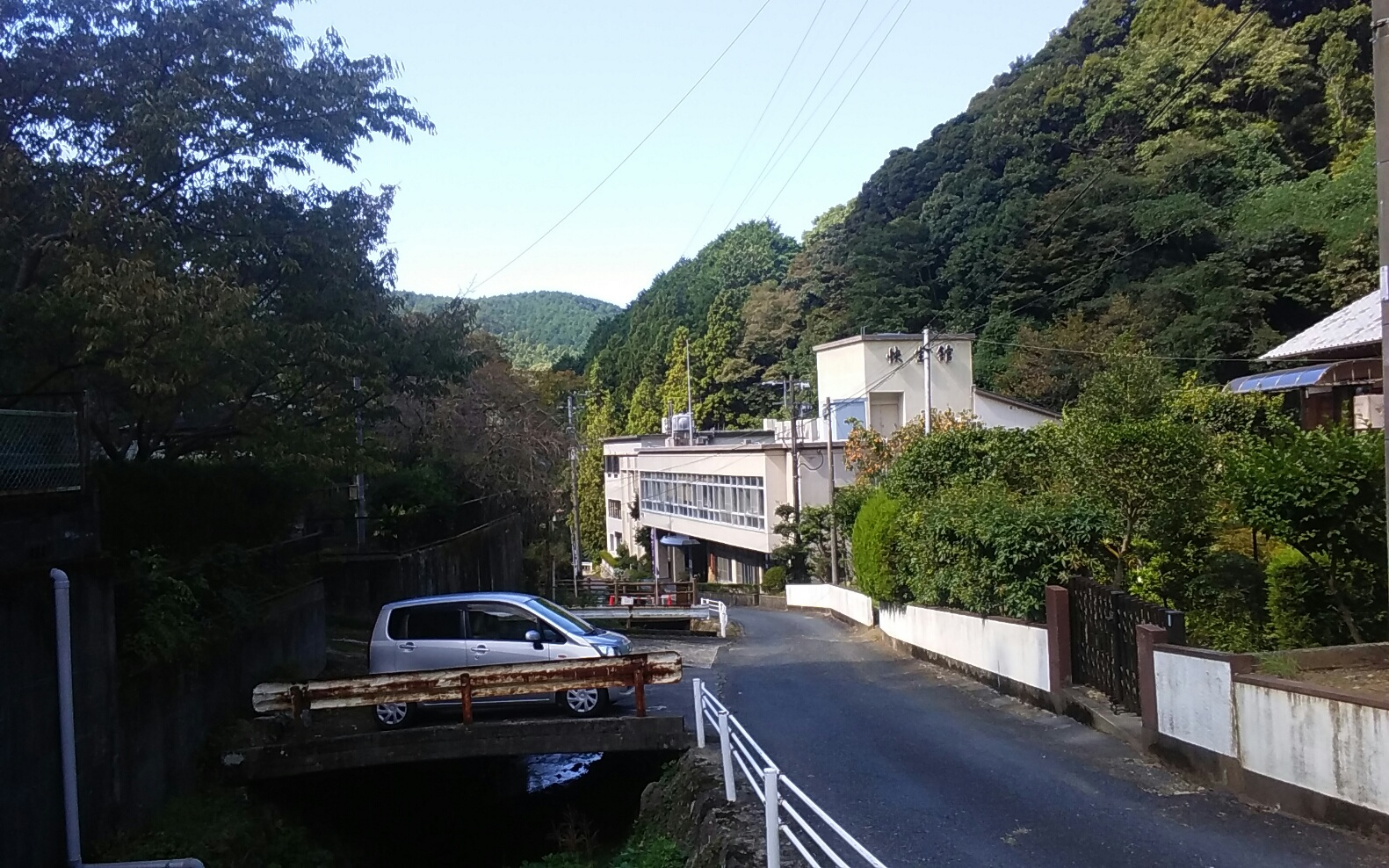
快生館
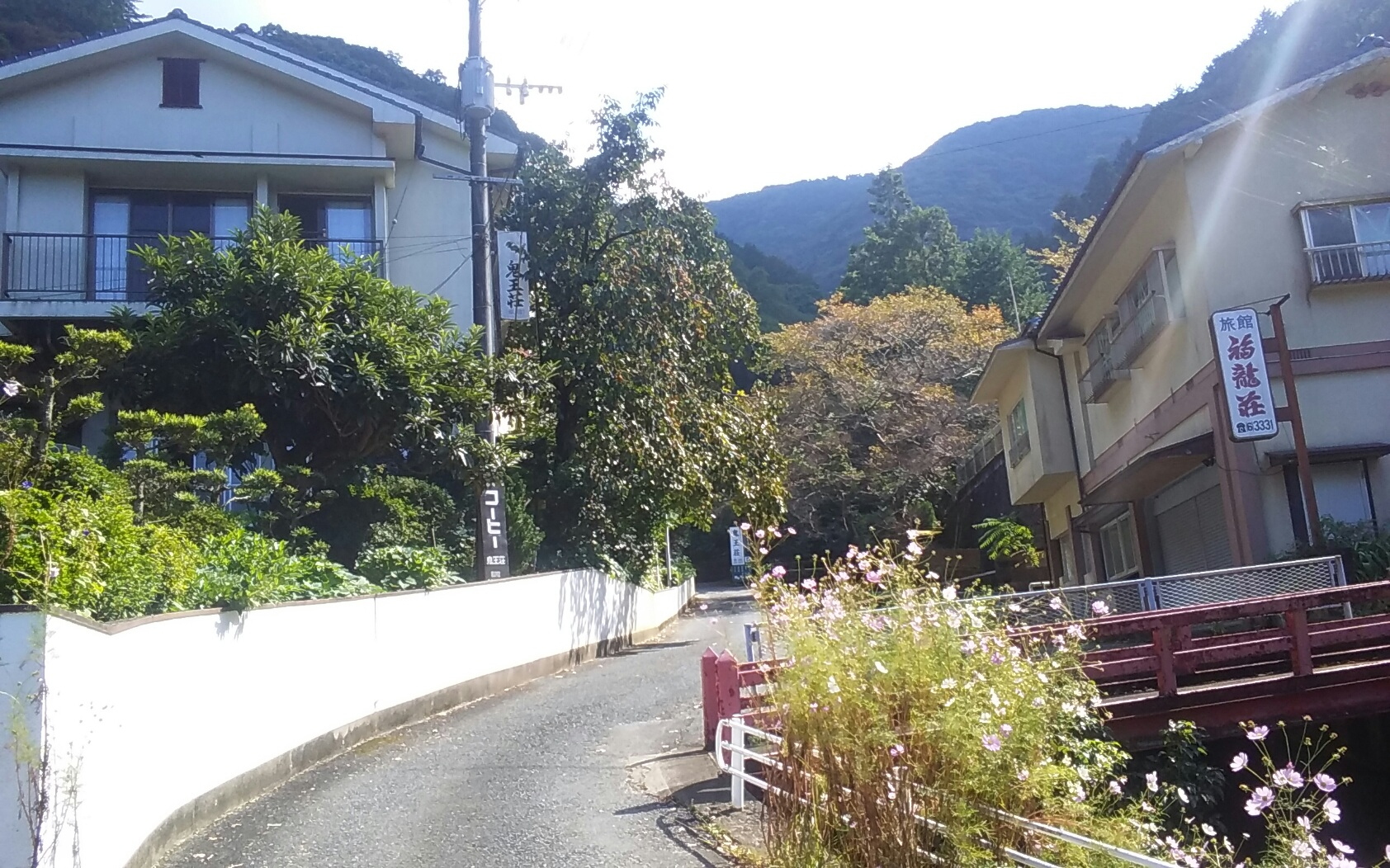
鬼王荘（左。右の福龍荘はすでに廃業し建物が残っている）
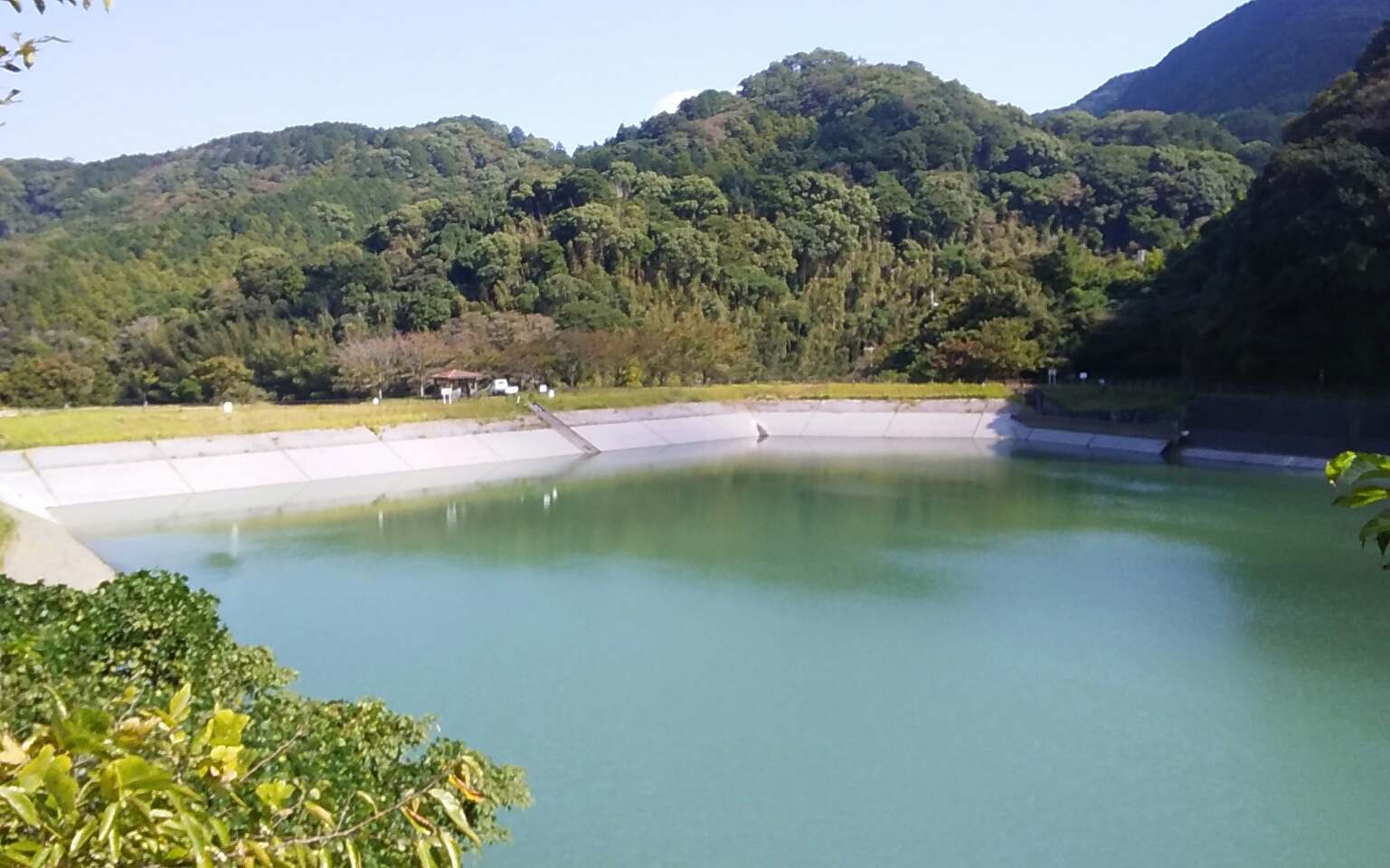
薬王寺水辺公園

## アクセス
- 鉄道：鹿児島本線古賀駅よりタクシーで約15分、もしくは同駅から西鉄バス1番「こもの」行き乗車、「薬王寺」下車、徒歩20分
- 自動車：九州自動車道古賀インターチェンジから4.9km。
  - 国道3号香椎バイパス庄交差点より東へ（福岡側から来た場合は右折、北九州側から来た場合は左折、以下同じ）
  - 県道35号線古賀浄水場入口交差点より東へ